# ایستگاه الریان القدیم
ایستگاه الریان القدیم ایستگاهی در خط سبز متروی دوحه است. این ایستگاه که به شهرداری الریان، به‌ویژه الریان قدیم، لبدای، و سایر مناطق حومهٔ شهر الریان خدمات‌سانی می‌کند، در خیابان الریان القدیم در منطقهٔ لبدی واقع شده‌است.
در حال حاضر این ایستگاه فاقد مترولینک است. امکانات موجود در محل شامل سرویس بهداشتی و نمازخانه است.

## تاریخچه
این ایستگاه در ۱۰ دسامبر ۲۰۱۹ به‌همراه سایر ایستگاه‌های خط سبز (که با نام خط آموزش نیز شناخته می‌شود) به روی عموم باز شد.

## خدمات حمل و نقل
اتوبوس خطوط ۴۰ و ۴۵ دوحه به این ایستگاه خدمات‌رسانی می‌کنند.

## طرح‌بندی ایستگاه
| همکف | سطح خیابان                                      | خروجی/ورودی            | خروجی/ورودی            |
| -۱   | مزانین                                          | کنترل کرایه، فروش بلیط | کنترل کرایه، فروش بلیط |
| -۲   | خدمات عمومی                                     | مغازه‌ها                | مغازه‌ها                |
| -۳   | به غرب                                          | M2 به سمت الرفاع       |                        |
| -۳   | سکوی جزیره‌ای، درها به سمت چپ یا راست باز می‌شوند |                        |                        |
| -۳   | به شرق                                          | M2 به سمت المنصوره     |                        |